# Matt Maltese
Matt Maltese é um cantor e compositor inglês. Seu estilo musical mistura elementos de indie pop, indie rock e chamber pop. Desde o lançamento de seu single de estreia "Even If It's a Lie" em 2015, Maltese lançou três álbuns de estúdio e dois EPs. Em julho de 2021, Maltese anunciou seu terceiro álbum de estúdio, Good Morning It's Now Tomorrow. O álbum foi lançado em outubro de 2021 pela Nettwerk, a sua atual gravadora.

## Início de vida
Maltese foi criado em Reading. De acordo com uma entrevista com a Vice, ele começou a compor música aos 14 anos. Quando era adolescente, Maltese começou a comprar e vender vinil e com o dinheiro que ganhou, mudou-se para Camden, Londres.

## Carreira

### 2015–2017: SoundCloud e primeiros singles
Maltese lançou seu primeiro single, "Even If It's a Lie", no SoundCloud em 2015. Após o lançamento do single, Maltese assinou com a Café Bleu Recordings, uma subdivisão da Atlantic Records. Em 2016, através da Café Bleu Recordings, Maltese lançou seu EP de relançamento intitulado In a New Bed. No ano seguinte, em 2017, Maltese lançou um single intitulado "As the World Caves In" que, como ele compartilhou em uma entrevista, é sobre a ideia da então primeira-ministra do Reino Unido, Theresa May, e do então presidente dos EUA, Donald Trump, decidindo passar uma noite de romance juntos antes de desencadear uma guerra atômica. O single ressurgiu no TikTok a partir de maio de 2021 após um cover da cantora Sarah Cothran.

### 2018–2019:Bad ContestanteKrystal
Em junho de 2018, Maltese lançou seu álbum de estreia, Bad Contestant. O álbum foi produzido por Jonathan Rado da dupla americana de indie rock Foxygen.
Em novembro de 2019, Maltese lançou Krystal. O álbum foi principalmente gravado, produzido e mixado por Maltese em seu estúdio de quarto. Com o lançamento de Krystal, Maltese embarcou em uma turnê no Reino Unido em novembro de 2019, tocando em seis locais.

### 2020–presente:MadhouseeGood Morning It's Now Tomorrow
Em março de 2020, Maltese lançou o single "Ballad of a Pandemic" sobre a pandemia do COVID-19; o single foi lançado no mesmo dia em que as restrições de bloqueio foram impostas no Reino Unido.
Em maio de 2020, Maltese lançou "Queen Bee" com vocais de Asha Lorenz da banda Sorry.
Em junho de 2020, Maltese participou do Tiny Gigs, uma livestream organizada pela Tiny Changes, uma instituição de caridade de saúde mental, para arrecadar dinheiro para um fundo de ajuda à COVID-19.
Em agosto de 2020, Maltese lançou seu extended play Madhouse.
Em maio de 2021, Maltese lançou um single intitulado "Mystery" Ele então lançou outro single em julho de 2021 chamado "Shoe", que foi lançado após o anúncio do terceiro álbum de estúdio de Maltese, Good Morning It's Now Tomorrow. O álbum foi lançado em outubro de 2021.

## Discografia

### Álbuns de estúdio
| Título                         | Detalhes do álbum                                                      |
| ------------------------------ | ---------------------------------------------------------------------- |
| Bad Contestant                 | - Lançamento: 8 de junho de 2018 - Gravadora: Atlantic Records UK      |
| Krystal                        | - Lançamento: 8 de novembro de 2019 - Gravadora: sete quatro sete seis |
| Good Morning It's Now Tomorrow | - Lançamento: 8 de outubro de 2021 - Gravadora: Nettwerk Music Group   |

### Extended plays
| Título                                                              | Detalhes                                                            |
| ------------------------------------------------------------------- | ------------------------------------------------------------------- |
| In a New Bed                                                        | - Lançamento: 22 de abril de 2016 - Gravadora: Café Bleu Recordings |
| Blood, Sweat & Beers: Live at the Drugstore and Poems from the Road | - Lançamento: 2017 - Gravadora: Café Bleu Recordings                |
| madhouse                                                            | - Lançamento: 7 de agosto de 2020 - Gravadora: Nettwerk Music Group |

### Singles

#### Como artista principal
Maltese lançou os seguintes singles:
| Ano  | Título                                     | Álbum/EP                       |
| ---- | ------------------------------------------ | ------------------------------ |
| 2015 | "Even If It's a Lie"                       | Singles sem álbum              |
| 2016 | "Vacant in the 21st Century"               | Singles sem álbum              |
| 2016 | "Strange Time"                             | Bad Contestant                 |
| 2017 | "No One Won The War"                       | Singles sem álbum              |
| 2017 | "Comic Life"                               | Singles sem álbum              |
| 2017 | "As the World Caves In"                    | Bad Contestant                 |
| 2018 | "Greatest Comedian"                        | Bad Contestant                 |
| 2018 | "Like A Fish"                              | Bad Contestant                 |
| 2018 | "Nightclub Love"                           | Bad Contestant                 |
| 2018 | "Bad Contestant"                           | Bad Contestant                 |
| 2018 | "Misery"                                   | Bad Contestant                 |
| 2020 | "Tokyo (Italian Version)"                  | Singles sem álbum              |
| 2020 | "Ballad of a Pandemic"                     | Singles sem álbum              |
| 2020 | "As the World Caves In (acoustic)"         | Singles sem álbum              |
| 2020 | "queen bee"                                | madhouse                       |
| 2021 | "Mystery"                                  | Good Morning It's Now Tomorrow |
| 2021 | "Shoe"                                     | Good Morning It's Now Tomorrow |
| 2021 | "You Deserve an Oscar"                     | Good Morning It's Now Tomorrow |
| 2021 | "Good Morning"                             | Good Morning It's Now Tomorrow |
| 2021 | "Nothing Breaks Your Heart Like Christmas" | Singles sem álbum              |

#### Como artista convidado
| Ano  | Título                                                | Álbum/EP         |
| ---- | ----------------------------------------------------- | ---------------- |
| 2022 | "Cate's Brother (Matt's Version)" (com Maisie Peters) | Single sem álbum |